# Idioma bactriano
El idioma bactriano (en bactriano, Αριαο; romanizado, ariao; tdl. ‘iranio’) es una extinta lengua irania oriental que fue hablada en la región centroasiática de Bactriana. Lingüísticamente, es clasificada como perteneciente al periodo medio de las lenguas iranias nororientales.
Debido a que el bactriano fue escrito predominantemente con el alfabeto griego, es a veces señalado como "grecobactriano", "kushán" o "kushano-bactriano". En épocas medievales, Bactriana fue también conocida como Tocaristán, luego de su conquista por tribus tocarias, y hasta mediados de los años 1970, el idioma bactriano fue a veces llamado "eteo-tocario", pero en la actualidad resulta claro que el bactriano no está relacionado con las lenguas tocarias, las cuales no pertenecen al grupo iranio de lenguas. Una antigua idea de que el idioma avéstico representaba al antiguo bactriano ha caído en el descrédito desde finales del siglo XIX.
Después de la conquista de Bactriana por Alejandro Magno en el 323 a. C., el griego fue utilizado como idioma administrativo de sus sucesores seléucidas y grecobactrianos durante cerca de dos siglos. En algún momento posterior al 124 a. C., Bactriana fue invadida por las tribus tocarias y, posteriormente, alguna de estas crearon el Imperio kushán en el siglo I